# 巴爾巴吉亞

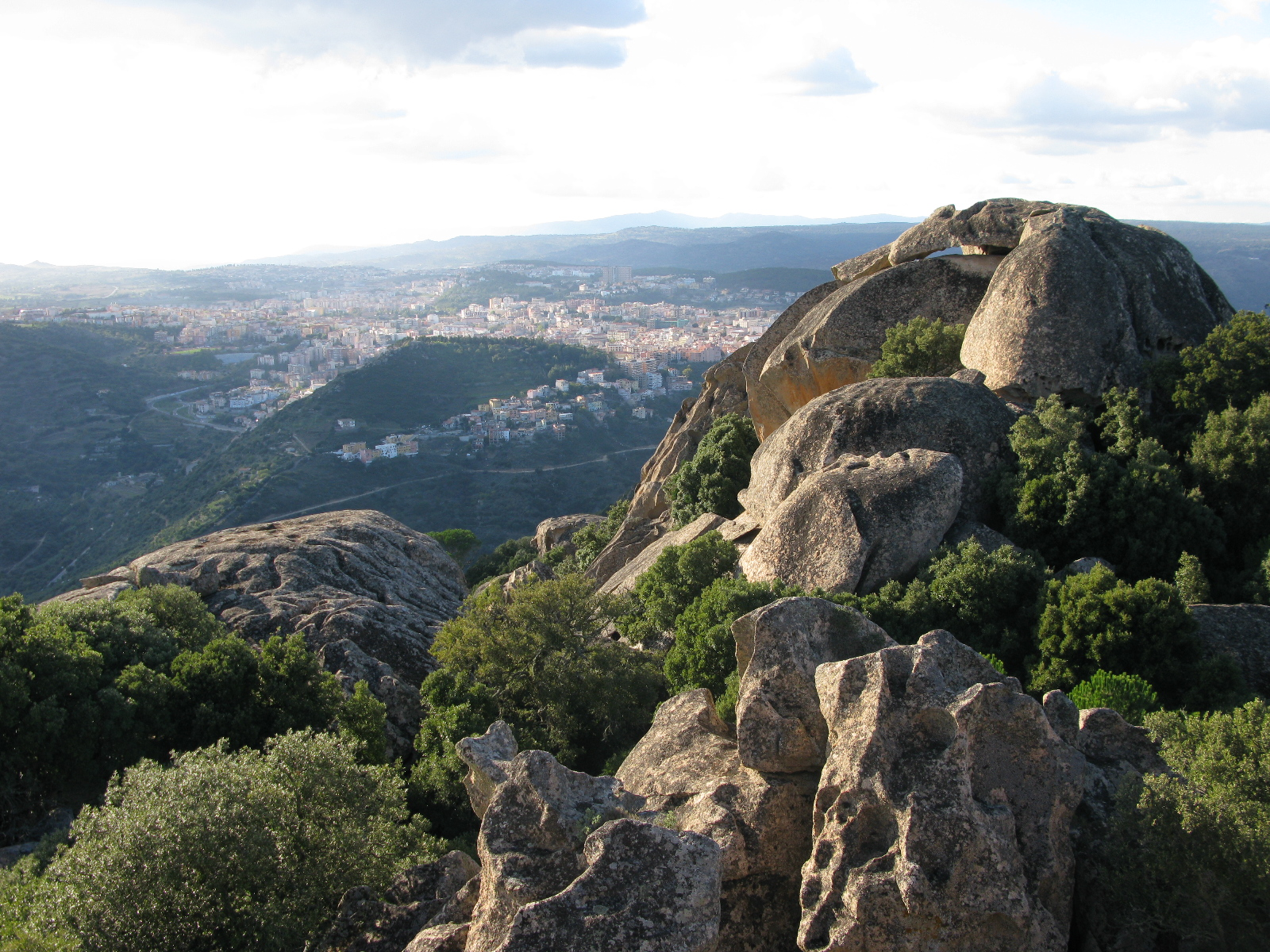
努奧羅是巴爾巴吉亞地區的主要城鎮

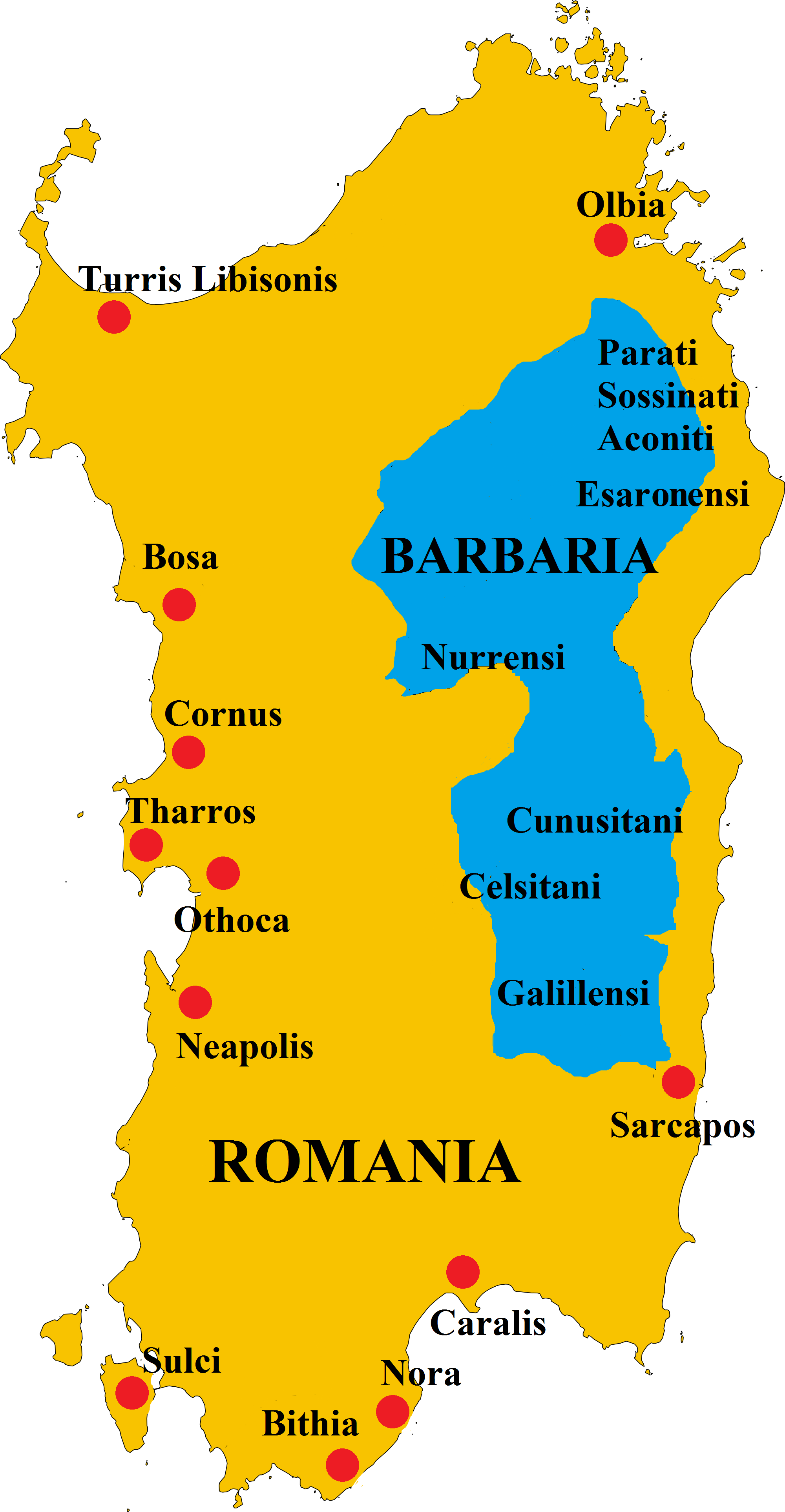
藍色部分是巴爾巴吉亞地區

巴爾巴吉亞是撒丁島上的一個山區地區，位於撒丁島內陸。巴爾巴吉亞大部分地區屬努奧羅省，真圖山位於巴爾巴吉亞地區。巴爾巴吉亞這個名字是西塞羅命名，意思是蠻夷之地。羅馬帝國從來未能實質統治這一地區。巴爾巴吉亞一般被分為四個地區。巴爾巴吉亞地形多山，且人口密度非常低。巴爾巴吉亞是歐洲人口最少的地區之一，保留有豐富的文化資產。巴爾巴吉亞地區的主要語言是撒丁語，主要經濟產業是農業、傳統工藝品、旅遊業和輕工業。
40°00′N 9°12′E / 40°N 9.2°E